# Alafia benthamii
Alafia benthamii är en oleanderväxtart som först beskrevs av Henri Ernest Baillon, och fick sitt nu gällande namn av Otto Stapf. Alafia benthamii ingår i släktet Alafia och familjen oleanderväxter. Inga underarter finns listade i Catalogue of Life.